# Mario Mellini
Mario Mellini, även Millini, född 9 februari 1677 i Rom, död 25 juli 1756 i Rom, var en italiensk kardinal. Andra kardinaler från familjen Mellini är Savo Mellini, Giovanni Garzia Mellini och Giovanni Battista Mellini.  

## Biografi
Mario Mellini var son till Pietro Paolo Millini och Giulia Cevoli. Han studerade vid La Sapienza i Rom, där han avlade doktorsexamen år 1722. Påve Innocentius XIII utsåg honom till honorärprelat året därpå. År 1742 var Mellini påvlig kommissionär i Piemonte.
Den 10 april 1747 upphöjde påve Benedikt XIV Mellini till kardinalpräst med Santa Prisca som titelkyrka. Året därpå erhöll han San Marcello som titelkyrka.
Kardinal Mellini avled 1756 och är begravd i Cappella Mellini i basilikan Santa Maria del Popolo i Rom.

## Bilder
| - Mario Mellinis grav i Cappella Mellini i Santa Maria del Popolo. |

### Webbkällor
- ”MILLINI, Mario (1677–1756)” (på engelska). The Cardinals of the Holy Roman Church. Salvador Miranda. Arkiverad från originalet den 3 mars 2018. https://archive.today/20180303103953/http://webdept.fiu.edu/~mirandas/bios1747.htm%23Millini#Millini. Läst 3 mars 2018.
- ”Mario Cardinal Millini (Mellini)” (på engelska). Catholic Hierarchy. Arkiverad från originalet den 3 mars 2018. https://archive.today/20180303104106/http://www.catholic-hierarchy.org/bishop/bmillinim.html. Läst 3 mars 2018.